# 羅氏鬚鰃
羅氏鬚鰃為輻鰭魚綱鬚鰃目鬚鰃科的其中一種，分布於西大西洋區，從加拿大至法屬圭亞那海域，棲息深度50-600公尺，體長可達20公分，棲息在泥底質海域。